# Ел Рефухио (Тексас)
Ел Рефухио (енгл. El Refugio) насељено је место без административног статуса у америчкој савезној држави Тексас.

## Демографија
По попису из 2010. године број становника је 331, што је 110 (49,8%) становника више него 2000. године.
| Група             | 2000.       | 2010.       |
| Белци             | 2 (0,9%)    | 15 (4,5%)   |
| Афроамериканци    | 0 (0,0%)    | 0 (0,0%)    |
| Азијати           | 0 (0,0%)    | 0 (0,0%)    |
| Хиспаноамериканци | 219 (99,1%) | 312 (94,3%) |
| Укупно            | 221         | 331         |